# Bhandara

Stadens och distriktets läge i Maharashtra.

Bhandara är en stad vid floden Wainganga i centrala Indien, och är belägen i delstaten Maharashtras östra del. Den är administrativ huvudort för distriktet Bhandara och hade 91 845 invånare vid folkräkningen 2011. Den är även administrativ huvudort för en tehsil (en kommunliknande enhet) med samma namn som staden. 